# Stuart Erwin
Stuart Erwin (Squaw Valley, California, 14 de febrero de 1903 - Beverly Hills, California, 21 de diciembre de 1967) fue un actor estadounidense.  

## Biografía
Nacido en Squaw Valley, California, Erwin empezó a actuar en la escuela en la década de 1920, primero en el teatro. Debutó en el cine en 1928 con Mother Knows Best. Hizo papeles de zoquete amable, y participó en películas tales como The Sophomore, The Big Broadcast, Hollywood Cavalcade, Our Town, International House y Viva Villa!. En 1934 hizo el papel de Joe Palooka en el film Palooka, y en 1935 tuvo un papel secundario en la película de Clark Gable After Office Hours.
En 1936 fue seleccionado para protagonizar la película Pigskin Parade (Locuras de estudiantes), por la cual fue nominado al Oscar al mejor actor de reparto. Quizás por ser el primer año en que se entregaba dicho Oscar, se produjeron fallos como incluir a Edwin en dicha categoría, cuando él era el actor principal.
Otra de sus interpretaciones fue la voz de la ardilla en el film de Walt Disney Bambi.
En 1950, Erwin empezó a actuar en la televisión, donde participó en el programa Trouble with Father, el cual fue finalmente titulado The Stu Erwin Show. Actuó junto a su esposa, la actriz June Collyer. Más adelante actuó en las películas de Disney Son of Flubber y The Misadventures of Merlin Jones. También trabajó junto a Jack Palance en la serie televisiva de la ABC The Greatest Show on Earth durante la temporada 1963—1964.
Stuart Edwin falleció en 1967 en Beverly Hills, California. Tiene una estrella en el Paseo de la Fama de Hollywood, en el 6240 de Hollywood Boulevard. Está enterrado en la Chapel of the Pines Crematory.
Fue tío bisabuelo de la política Lori Chavez-DeRemer.

## Premios y distinciones
Premios Óscar
| Año  | Categoría              | Película               | Resultado |
| ---- | ---------------------- | ---------------------- | --------- |
| 1937 | Mejor Actor de Reparto | Locuras de estudiantes | Nominado  |